# 1936–1937-es magyar női nagypályás kézilabda-bajnokság
Az 1936–1937-es magyar női nagypályás kézilabda-bajnokság a tizedik női nagypályás kézilabda-bajnokság volt. A bajnokságban hét csapat indult el, a csapatok két kört játszottak.

## Tabella
| #  | Csapat                    | M  | Gy | D | V  | G+ | G- | P  | Megjegyzés   |
| -- | ------------------------- | -- | -- | - | -- | -- | -- | -- | ------------ |
| 1. | Goldberger SE             | 12 | 11 | 1 | 0  | 45 | 8  | 23 |              |
| 2. | Magyar Pamut SC           | 12 | 9  | 1 | 2  | 24 | 14 | 19 |              |
| 3. | Angol–Magyar Cérnagyár SC | 12 | 9  | 0 | 3  | 32 | 17 | 18 |              |
| 4. | Váci Fonó SK              | 12 | 4  | 0 | 8  | 13 | 32 | 8  |              |
| 5. | Vívó és Atlétikai Club    | 12 | 4  | 0 | 8  | 13 | 27 | 8  |              |
| 6. | Hyperol SC                | 12 | 3  | 0 | 9  | 9  | 14 | 6  | Visszalépett |
| 7. | Megyeri SC                | 12 | 1  | 0 | 11 | 4  | 28 | 2  | Visszalépett |

* M: Mérkőzés Gy: Győzelem D: Döntetlen V: Vereség G+: Dobott gól G-: Kapott gól P: Pont

## II. osztály
1. Olympia DNSE 15, 2. Goldberger SE 10, 3. AMC SC 9, 4. Váci FSK 4, 5. MPSC 2 pont.